# Hauptsignal

Signalbilder Formhauptsignal
Hp 0: Halt
Hp 1: Fahrt
Hp 2: Langsamfahrt

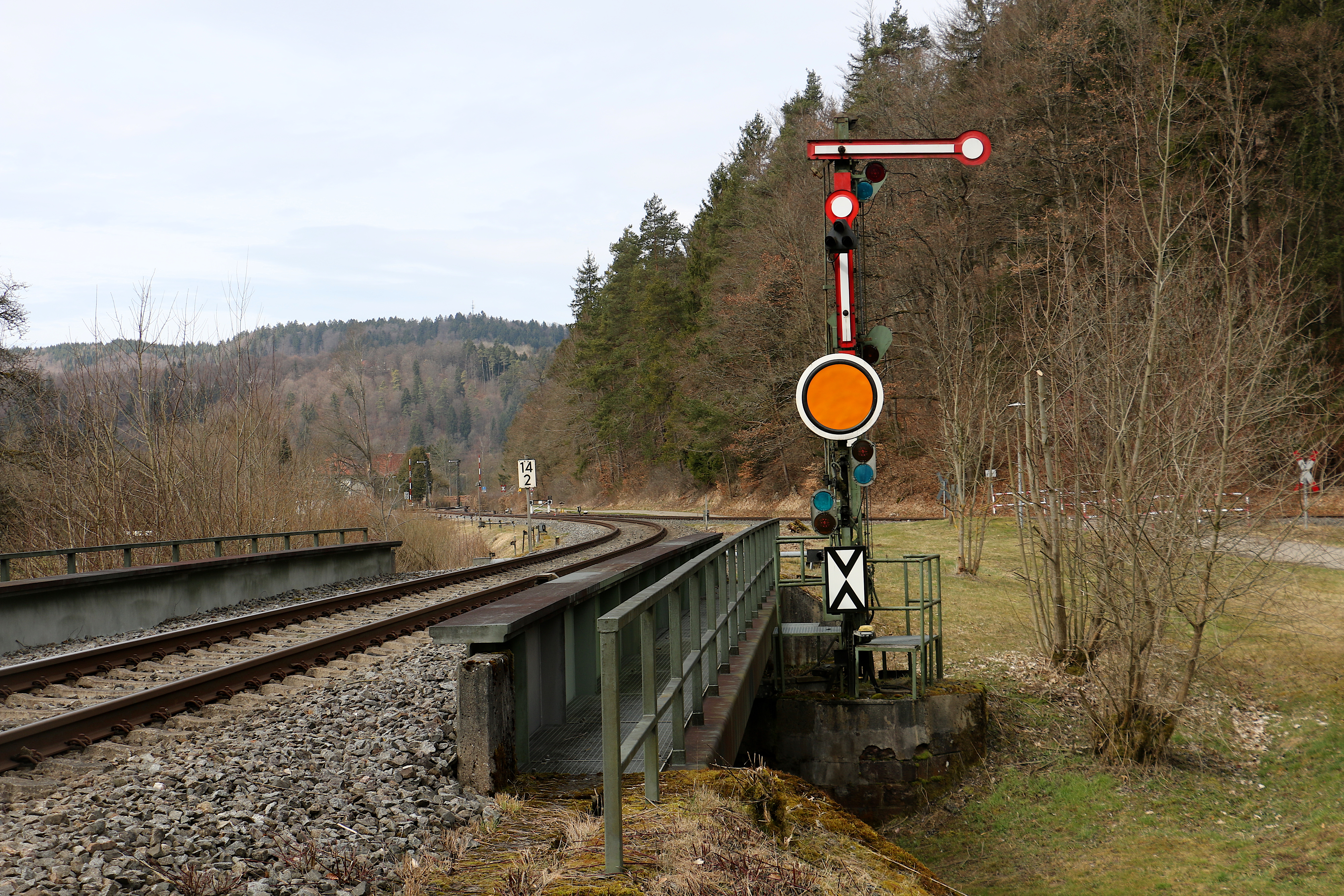
Formeinfahrsignal des Bf Fridingen (oberer Teil) in der Stellung „Halt“. Der untere Teil ist das Vorsignal zum Ausfahrsignal (2018)

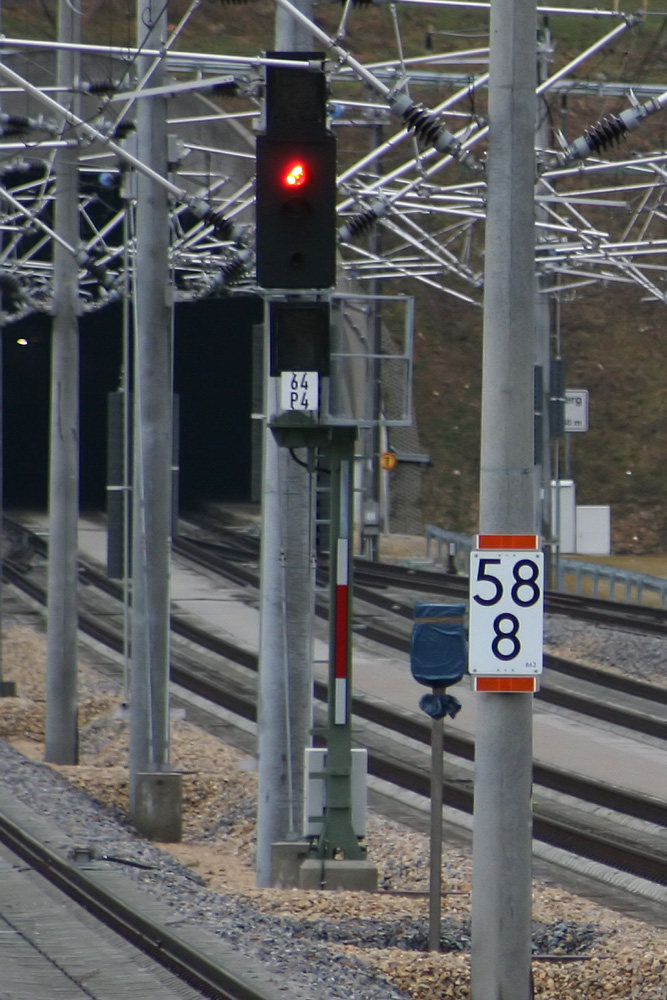
Ks-Signal im Bahnhof Kinding (Altmühltal) in der Funktion eines Hauptsignals. Signalbegriff: Halt (Hp 0)

Ein Hauptsignal (Hp) ist ein Eisenbahnsignal, das anzeigt, ob der anschließende Gleisabschnitt befahren werden darf. Gleisabschnitte in diesem Sinne sind Zugfolgeabschnitte. In ihnen darf sich jeweils nur ein Zug befinden. Hauptsignale an Strecken mit Streckenblock können nur in die Fahrtstellung gebracht werden, wenn der anschließende Zugfolgeabschnitt frei und außerdem nicht gleichzeitig eine weitere (»feindliche«) Fahrt in ihn zugelassen ist. Das Hauptsignal wird Triebfahrzeugführern vorher angekündigt, entweder durch ein Vorsignal, den Signalbegriff des rückgelegenen Hauptsignals oder Einrichtungen zur Führerstandssignalisierung – auf Nebenbahnen auch durch Signaltafeln.
Hauptsignale sind Formsignale oder Lichtsignale.
Hauptsignale werden je nach ihrer Funktion verwendet als:
Einfahrsignal
Ein Einfahrsignal steht vor einem Bahnhof an der Grenze zwischen diesem und der freien Strecke und zeigt an, ob ein Zug aus einem Zugfolgeabschnitt in ein Bahnhofsgleis einfahren darf.
Ausfahrsignal
Ein Ausfahrsignal steht am Ende des Bahnhofsgleises und zeigt an, ob ein Zug aus einem Bahnhofsgleis auf die freie Strecke (Blockabschnitt) ausfahren darf.
Zwischensignal
Ein Zwischensignal steht in ausgedehnten Bahnhofsbereichen zwischen Ein- und Ausfahrsignal und zeigt an, ob der nachfolgende Gleisabschnitt des Bahnhofs befahren werden darf. In der Schweiz lautet daher die korrekte Bezeichnung Gleisabschnittsignal.
Blocksignal
Ein Blocksignal steht an einem Gleis der freien Strecke und zeigt an, ob der nachfolgende Streckenabschnitt (Blockabschnitt) befahren werden darf. Ein selbsttätiges Blocksignal überwacht den Blockabschnitt und regelt die Zugfolge automatisch: ist der Blockabschnitt besetzt, verbietet es die Weiterfahrt; ist er einschließlich des Schutzabschnittes hinter dem nächsten Signal frei, wird sie erlaubt.
Deckungssignal
Ein Deckungssignal sichert eine Gefahrenstelle auf der freien Strecke, z. B. eine bewegliche Brücke, einen Bahnübergang oder eine Streckenkreuzung. Es kann zugleich ein Blocksignal sein. Hauptsignale kommen als Deckungssignale relativ selten vor.
Die Unterscheidung ist (insbesondere dem Triebfahrzeugführer) nicht anhand des Signalbilds oder der Signalbezeichnung möglich, sondern ergibt sich aus dem Standort in Verbindung mit Streckenkenntnis oder den Angaben im Buchfahrplan.
Bei Hauptsignalen mit Vorsignalisierung (»Mehrabschnittssignal«) sind die Regeln für Hauptsignale und Vorsignale entsprechend anzuwenden. Ein solches Hauptsignal enthält in den Fahrtbegriffen gleichzeitig die Vorsignalinformation für das Folgende.

## Deutschland

### Signalbegriffe

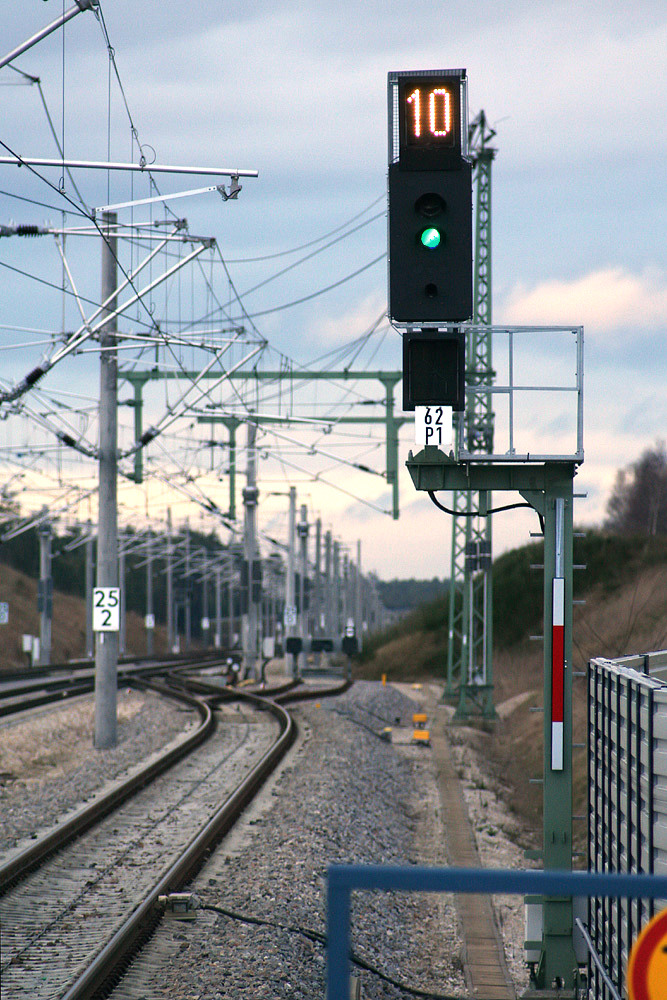
Ks-Signal in Allersberg in der Funktion eines Hauptsignals. Signalbegriff: Fahrt (Ks 1); der Geschwindigkeitsanzeiger erlaubt im nachfolgenden Weichenbereich maximal 100 km/h

In Deutschland gibt es je nach verwendetem Signalsystem unterschiedliche Signalbegriffe. Allen gemeinsam ist seit 1. Juli 1991 der Haltbegriff Hp 0. Ebenfalls gilt grundsätzlich für alle Signalsysteme seit 1935, dass die Fahrtbegriffe nicht mehr Wege, sondern die zulässige Geschwindigkeit signalisieren.
Im H/V-Signalsystem gibt es die Signalbegriffe Hp 1 (Fahrt) und Hp 2 (Langsamfahrt). Lichtsignale dieses Systems, die es nur noch im Netz der ehemaligen Deutschen Bundesbahn gibt, zeigen die Nachtzeichen der Formsignale auch am Tag. Das System, das auch bei Verwendung von Lichtsignalen den Beschränkungen unterliegt, die konstruktionsbedingt bei Formsignalen bestehen, ist jedoch eben deshalb auf wenige Begriffe beschränkt, aufwändig und nicht mehr zeitgemäß. Die Beschränkung auf nur zwei Geschwindigkeitsstufen lässt sich nur durch im Verhältnis zu den Lichtpunkten deutlich später erkennbare Zusatzsignale erweitern.
Speziell für die Verhältnisse von Stadtschnellbahnen wurde Mitte der 1920er Jahre das Sv-Signalsystem eingeführt. Es ist ein reines Lichtsignalsystem und vereinigt die Nachtzeichen des Hv-Systems von Haupt- und Vorsignalen auf einem Signalschirm. Die linke Seite des Signalschirms stellt den Hauptsignalbegriff dar, die rechte den Vorsignalbegriff für das folgende Signal. Angewendet wurde das System nur in den S-Bahn-Netzen von Berlin und Hamburg. Nur in Hamburg ist es noch in Betrieb.
Weiterhin existieren sogenannte Mehrabschnittssignalsysteme, z. B. die auf dem Gebiet der ehemaligen Deutschen Reichsbahn weitverbreiteten und nach den Vorgaben der OSShD für ein gemeinsames Lichtsignalsystem entwickelten Hl- oder die Ks-Signale. Letztere sind ausschließlich bei elektronischen Stellwerken vorhanden, Schaltungen für andere Stellwerksbauformen wurden nicht entwickelt. Während es im Hl-Signalsystem vier Geschwindigkeitsstufen (40, 60, 100 km/h und Streckengeschwindigkeit) gibt, werden für die Geschwindigkeitssignalisierung bei Ks-Signalen die schon vom H/V-System bekannten Zusatzsignale verwendet. Bei beiden Systemen ist die Vorsignalisierung in Hauptsignale integrierbar, es gibt damit keine zusätzlichen Vorsignalschirme an Hauptsignalen und außerdem keine besonderen Vorsignalbegriffe. Ein erst nach 2000 bereinigter Unterschied zwischen den Signalsystemen der vormaligen beiden deutschen Staatsbahnen war, dass der Haltbegriff bei der ehemaligen Deutschen Bundesbahn nicht für Rangierfahrten galt. Die daraus resultierenden Unterschiede wie der Haltbegriff an Ausfahr- und Zwischensignalen mit zwei roten Lichtpunkten nebeneinander (Hp 00, Halt für Züge und Rangierfahrten) sind bei Altanlagen noch zu vorhanden, doch inzwischen weitgehend bedeutungslos.

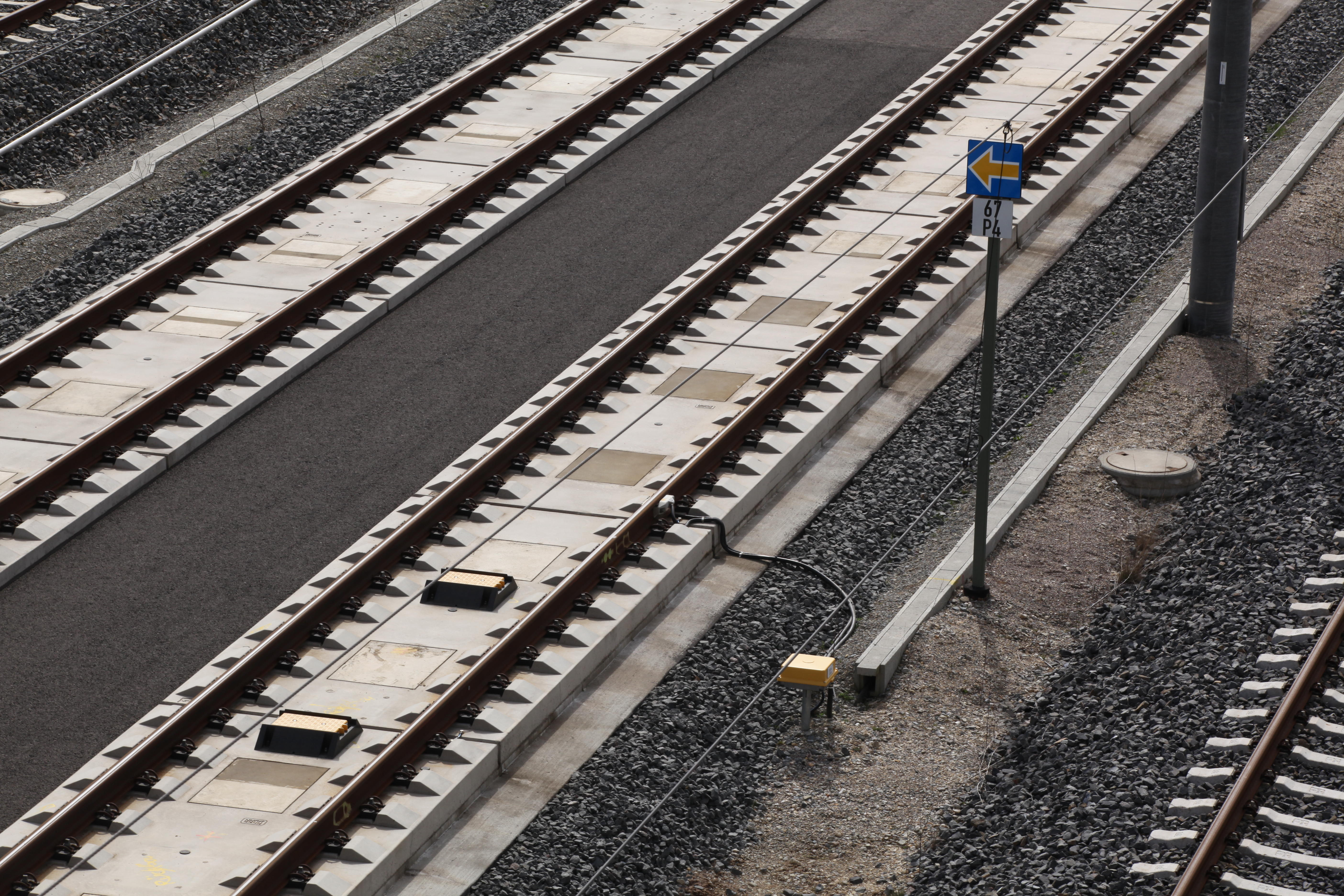
Zwei Eurobalisen in zum Schutz vor Beschädigungen verstärkten Befestigungen an einer ETCS-Halttafel (an Stelle eines Hauptsignals) auf der Schnellfahrstrecke Erfurt–Leipzig/Halle

In Deutschland stehen Hauptsignale durchschnittlich in einem Abstand von 2,7 Kilometern (Stand: 2005). In Deutschland wurden im Jahr 2014 470-mal Halt zeigende Hauptsignale überfahren. DB Netz geht in einer Betrieblichen Gefährdungsanalyse von 2,33 Vorbeifahrten an Halt zeigenden Signalen je Million Stunden aus.
Auf der Ende 2015 in Betrieb genommenen Neubaustrecke Erfurt–Leipzig/Halle, die unter ETCS Level 2 ohne Signale betrieben wird, wurde in Deutschland erstmals innerhalb eines Zugbeeinflussungssystems auf ortsfeste Hauptsignale verzichtet. Zur funktionellen Orientierung für das Zugpersonal wurden an diesen Stellen ETCS-Halttafeln gesetzt.

### Verhalten im Störungsfall
Das Verhalten an einem haltzeigenden oder gestörten (auch erloschenen) Lichthauptsignal wird durch ein Mastschild geregelt. Dessen Gestaltung und Farbgebung hat eine festgelegte Bedeutung.
Ein weiß-rot-weißes Mastschild erlaubt die Vorbeifahrt eines Zuges nur auf Ersatzsignal, Vorsichtsignal, Gegengleisfahrt-Ersatzsignal, schriftlichen Befehl oder bei Signal Zs 12 auf (fern-)mündlichen Auftrag.
An einem mit weiß-gelb-weiß-gelb-weißen Mastschild gekennzeichneten Hauptsignal dürfen Züge vorbeifahren, wenn nach Halt keine Verständigung mit dem Fahrdienstleiter möglich ist. Es darf bis zum nächsten Hauptsignal nur auf Sicht gefahren werden. Im DV-Bereich handelt es sich um ein Hauptsignal mit Vorsignalisierung. Dieses Mastschild kommt nur an reinen Blocksignalen zum Einsatz, von denen keine beweglichen Fahrwegelemente (Weichen) gedeckt werden. In Neubauten kommt es nicht mehr zum Einsatz.

## Österreich
Bei den Eisenbahnen in Österreich kam es erst durch den Anschluss 1938 zur Umstellung von der Wege- zur Geschwindigkeitssignalisierung. Auch die Form der Signalflügel wurden von Deutschland übernommen. Doch nach dem Krieg trennte sich die Entwicklung des Signalwesens wieder. Nachdem beim Wiederaufbau viele Weichen eingebaut worden waren, die im Zweiggleis mit 60 km/h befahren werden konnten, wurde 1954 vierbegriffige Lichtsignale eingeführt. Anders als bei der ehemaligen Deutschen Bundesbahn gibt es seither einen eigenen Signalbegriff für Fahrt mit 60 km/h. In diesem Zusammenhang wurden auch Lichtvorsignale nach Schweizer Vorbild eingeführt. Die dreibegriffigen Formvorsignale wurden jedoch wieder auf nur noch zwei Begriffe und damit eine gemeinsame Ankündigung von Fahrt mit Streckengeschwindigkeit und 40 km/h zurückgebaut. Eine in Hauptsignale integrierte Vorsignalisierung gibt es in Österreich nicht.
Der Hauptsignalschirm der Österreichischen Bundesbahnen hat in der aktuellen Version von 1980 vergleichbar mit den Hl-Signalschirmen der Deutschen Reichsbahn immer das gleiche Aussehen, unabhängig von seiner Funktion als Einfahr-, Ausfahr-, Zwischen- oder Blocksignal. Die Lichtpunkte sind dabei in zwei Spalten nebeneinander angeordnet, maximal drei links und fünf rechts. Nicht benötigte Laternen werden weggelassen. Die Hauptänderung im Aussehen zum Hauptsignal von 1954 ist, dass der rote Lichtpunkt von der zweiten Stelle oben nach ganz links unten verschoben wurde und dass es nun mit einem Schutz- bzw. Verschubsignal kombiniert werden kann. Erst seit 1980 gilt ein „Halt“ am Hauptsignal auch für den Verschubdienst. Das Signal „Verschubverbot aufgehoben“ wurde daher in das Hauptsignal integriert.
| linke Seite                                                                |  | rechte Seite                                                                               |
| -------------------------------------------------------------------------- |  | ------------------------------------------------------------------------------------------ |
| weiß (Schutz/Ersatz) oder rot (Vorsicht) weiß (Schutz/Verschub) rot (Halt) |  | grün (Frei) weiß (Verschub) grün (Abfahrt) gelb (Frei mit 40 km/h) grün (Frei mit 60 km/h) |

Das Hauptsignal kann folgende vier Begriffe anzeigen:
| Bezeichnung      | Signalbild                                                                            | Lichtsignal | Formsignal | Bezeichnung      | Signalbild | Lichtsignal | Formsignal |
| ---------------- | ------------------------------------------------------------------------------------- | ----------- | ---------- | ---------------- | --- | ----------- | ---------- |
| Halt             | ein rotes Licht; beim Formsignal ein waagerechter (und ein senkrechter) Signalflügel. |             |            | Frei             | ein grünes Licht; beim Formsignal ein diagonaler Signalflügel nach rechts oben.                                          |             |            |
| Frei mit 60 km/h | ein grünes Licht, darunter ein grünes Licht.                                          |             |            | Frei mit 40 km/h | ein grünes Licht, darunter ein gelbes Licht; beim Formsignal zwei diagonale Signalflügel untereinander nach rechts oben. |             |            |

Jeder Mast hat ein weiß-rot-weißes Mastschild, bei hängenden Signalen ist dieses am Signalschirm zwischen den Lampen angebracht. Die Geschwindigkeitsbeschränkung ist im Weichenbereich einzuhalten; durch einen Geschwindigkeitsanzeiger kann eine abweichende Geschwindigkeit signalisiert werden.

## Schweiz
Auch bei den Schweizerischen Bundesbahnen und den anderen Bahnen in der Schweiz gibt es verschiedene Signalsysteme. Die Lichtsignale des Systems L sind rechteckig und stellen die Geschwindigkeit mit Farbpunkten dar. Beim neueren System N, dessen Hauptsignale kreisförmig sind und nur drei Lichtpunkte haben, geschieht dies mit zusätzlichen Ziffern. Mit dem System L werden sechs Begriffe dargestellt, deren Analogien zum System N in der nachfolgenden Tabelle aufgeführt werden. Jedoch werden beim System N keine durchnummerierten Fahrbegriffe mehr benutzt, wie dies noch beim System L der Fall ist.
Mehrabschnittssignale sind mit beiden Lichtsignalsystemen möglich, beim System L existieren jedoch auch Vor- und Hauptsignalschirme am selben Mast.
| Begriff                               | Lichtsignal System L                                      | Lichtsignal System N                                                  | Formsignal                                                        |
| ------------------------------------- | --------------------------------------------------------- | --------------------------------------------------------------------- | ----------------------------------------------------------------- |
| Halt                                  | ein rotes Licht 2. von oben                               | ein rotes Licht oben                                                  | Ein rückstrahlender Signalarm zeigt waagrecht nach rechts         |
| Freie Fahrt (Fahrbegriff 1)           | ein grünes Licht oben                                     | ein grünes Licht rechts unten                                         | Ein rückstrahlender Signalarm zeigt schräg nach rechts aufwärts   |
| Frei mit 40 km/h (Fahrbegriff 2)      | ein grünes Licht ganz oben in der Mitte ein oranges Licht | ein grünes Licht rechts unten und eine gelbe „4“ darunter             | Zwei rückstrahlende Signalarme zeigen schräg nach rechts aufwärts |
| Frei mit 60 km/h (Fahrbegriff 3)      | zwei grüne Lichter untereinander                          | ein grünes Licht rechts unten und eine gelbe „6“ darunter             | -                                                                 |
| Frei mit 90 km/h (Fahrbegriff 5)      | drei grüne Lichter untereinander                          | ein grünes Licht rechts unten und eine gelbe „9“ darunter             | -                                                                 |
| Kurze Fahrt (40 km/h) (Fahrbegriff 6) | zwei orange Lichter untereinander                         | ein oranges Licht links unten und ein blinkender oranger „-“ darunter | -                                                                 |

Siehe Hauptartikel Eisenbahnsignale in der Schweiz